# 2007 TU24
2007 TU24 (também escrito como 2007 TU24) é um asteroide próximo da Terra. Imagens de radar estimou que ele tem 250 metros de diâmetro. O asteroide passou a 554 209 km a partir da Terra em 29 de janeiro de 2008, às 08:33 UTC. (No momento da sua passagem, acreditava-se ser a abordagem mais próxima para qualquer asteroide potencialmente perigoso (PHA) conhecido deste tamanho a ocorrer antes de 2027, mas, em 2010, o diâmetro de 2005 YU55 foi estimado em 400 metros). Ele foi retirado da tabela de risco da Sentry em 4 de dezembro de 2007 às 14:05 UTC.

## Descoberta
2007 TU24 foi descoberto no dia 11 de outubro de 2007, pelo Catalina Sky Survey localizado no Arizona.

## Órbita
A órbita de 2007 TU24 tem uma excentricidade de 2,044 e possui um semieixo maior de 1,297 UA. O seu periélio leva o mesmo a uma distância de 2,044 UA em relação ao Sol e seu afélio a 3,140 UA.